# Saint-Léon-sur-Vézère
Saint-Léon-sur-Vézère è un comune francese di 437 abitanti situato nel dipartimento della Dordogna nella regione della Nuova Aquitania.

## Società

### Evoluzione demografica
Abitanti censiti